# Удалов, Юрий Фёдорович
Юрий Фёдорович Удалов (25 января 1924, Екатеринбург — 20 сентября 2006, Москва) — советский и российский учёный-биохимик, разработчик серии витаминных комплексов, применявшихся в вооруженных силах СССР и советской космической программе; доктор медицинских наук, профессор; ветеран Великой Отечественной войны.

## Биография
С отличием окончил школу № 1 имени Кагановича в Свердловске.
В 1942 году направлен на учёбу в Свердловское Военно-медицинское училище, которое окончил в декабре и с группой соучеников был направлен в распоряжение Главного военно-медицинского управления. Получил назначение старшего фельдшера дивизиона 26-й тяжелой гвардейской миномётной бригады, в легендарные части «Катюш». В марте 1943 бригада была сформирована и своим ходом двинулась на Брянский фронт. Первой остановкой в пути была Ясная Поляна (усадьба Льва Толстого), где находился штаб фронта.
В штабе фронта в качестве места дислокации определили район города Белев. В течение марта — июня велись бои местного значения. В июне началась подготовка к операции на Курской дуге, в которой Удалов принимал участие.
Дальнейший путь бригады на Запад прошёл через Карачев, Унечу, Клинцы. На этом практически закончились операции на Брянском фронте.
Затем бригада эшелоном была передислоцирована в Великие Луки на 2 Прибалтийский фронт. Там она участвовала в освобождении города Городок, в честь которого бригада стала именоваться «Гвардейской». Затем были освобождены Витебск, Полоцк. Под Витебском 3 января 1944 года Удалова сильно контузило при бомбёжке.
В июле 1944 пришёл вызов на сдачу экзаменов в Военно-медицинскую академию в Ленинграде. Удалов успешно сдал экзамены и был зачислен в Военно-медицинскую академию. В период учёбы занимался наукой на кафедре биохимии под руководством профессора Васюточкина В. М.
Благодаря активной научной работе во время обучения в академии, по её окончании Удалов Ю. Ф. был назначен в Научно-исследовательский испытательный институт авиационной медицины (НИИИАМ) в Москве, где и проходил последующую службу до 1973 года, занимаясь проблемами космической медицины.
Этот период работы связан с научными открытиями и разработками, многие из которых широко применялись в авиации, а затем в начавшейся космической программе СССР.
Фундаментальные и прикладные исследования были посвящены биохимии при разных экстремальных воздействиях, а также биохимии применительно к проблемам питания, с уклоном в проблему витаминов, чему посвящена кандидатская и докторская диссертации. Последняя содержит материалы обследования космонавтов.
Результатом этих исследований является разработка по витаминизации питания лётчиков и космонавтов. Эти рекомендации реализовались и в виде комплекса витаминов, получившего название «Аэровит». Благодаря ряду полезных свойств, он нашёл практическое применение в широкой медицинской практике, выпускается промышленностью.
Завершив службу в армии, Удалов заведовал кафедрой биохимии в Московской государственной академии физической культуры, продолжив работать по проблеме витаминизации населения. За время работы в МГАФКе им разработаны и внедрены в медицинскую практику два комплекса витаминов с минеральными веществами: «Компливит» и «Селмевит», проведены исследования и разработаны рекомендации по витаминизации населения в тяжелых климатических условиях крайнего севера.
Похоронен в Москве на Перепечинском кладбище.

## Семья
В 1949 г. женился на Удаловой (Походилло) Тамаре Дмитриевне — студентке Восточного Факультета ЛГУ.
Дети:
- сын — Дмитрий Юрьевич Удалов (1953—2009) — Заслуженный врач Российской Федерации.

Внук — д.м.н. Юрий Дмитриевич Удалов также окончил Военно-медицинскую академию, генеральный директор ФНКЦРиО ФМБА России, один из первых кавалеров Ордена Пирогова.
- дочь — к.п.н. Удалова Марина Юрьевна (р.1957) — преподаватель иностранных языков РГУФКСМиТ.

## Авторские свидетельства
Удалов Ю. Ф. имеет 4 авторских свидетельства СССР на изобретения:
- «Способ приготовления индикаторной массы (определение окислов азота)» (1957, соавтор),
- «Лекарственные средства для профилактики вестибулярных расстройств» (1972, соавтор),
- «Лекарственное средство Аэровит» (соавтор), — медаль ВДНХ
- «Лекарственное средство Компливит» (1987, соавтор), — медаль ВДНХ.
- Автор рецептуры витаминно-минерального комплекса с повышенными антиоксидными свойствами — «Селмевит» (2000 г.)

## Печатные работы
- монография «Второй групповой космический полет» (1965, соавтор),
- монография «Потребность человека в витаминах» (1966, соавтор),
- монография «Некоторые вопросы профилактики атеросклероза у летного состава» (1966, соавтор),
- монография «Руководство авиационному врачу по вопросам питания лиц летного состава» (1986);
- учебник для вузов «Биохимия» (1986, соавтор);
- учебное пособие «Биохимическая основа питания спортсменов» (1987),
- учебное пособие «Особенности обмена веществ при занятиях разными видами спорта» (1988),
- учебное пособие «Биохимические основы спортивной тренировки» (1989),
- учебное пособие «Практикум к лабораторным занятиям по биохимии и биохимии спорта» (1996),
- учебное пособие «Витамины при занятиях физической культурой и спортом» (1994),
- учебное пособие «Основы питания спортсменов» (1997),
- учебное пособие «Обмен веществ при мышечной деятельности» (1999).

## Достижения
- Доктор медицинских наук, профессор;
- Полковник медицинской службы в отставке;
- Почётный работник высшего профессионального образования Российской Федерации;
- автор более 400 научных работ и публикаций;
- подготовил 20 кандидатов медицинских наук;
- почётный работник высшего профессионального образования;
- награждён двумя орденами и 24 медалями.